# Benson Farb
Benson Stanley Farb (Norristown, 25 de outubro de 1967) é um matemático estadunidense, professor da Universidade de Chicago. Trabalha com teoria geométrica de grupos e topologia de baixa dimensão.
Farb obteve o bacharelado na Universidade Cornell. Em 1994 obteve um doutorado na Universidade de Princeton, orientado por William Thurston. Orientou mais de 30 doutorandos, dentre eles Andrew Putman e Kathryn Mann.
É casado com Amie Wilkinson, professora de matemática da Universidade de Chicago.
Em 2012 foi eleito fellow da American Mathematical Society. Foi palestrante convidado do Congresso Internacional de Matemáticos em Seul (2014).